# Nada Šabec
Nada Šabec, slovenska jezikoslovka, * 22. april 1956, Postojna.

## Življenje in delo
Dr. Nada Šabec je redna profesorica za angleški jezik na Oddelku za anlgistiko in amerikanistiko Filozofske fakulete Univerze v Mariboru. Je dvakratna prejemnica Fulbrightove štipendije (Univerza Pensilvanije, Philadelphia; Univerza Georgetown, Washington, DC) in naziva častne članice na Univerzi v MInnesoti, Minneapolis. BIla je gostujoča predavateljica na univerzah v Clevelandu, Torontu in Vancouvru ter imela vabljena predavanja na univerzah po Evropi (Oxford, Basel, Gradec, Bielsko Biala), Severni Ameriki, Kanadi, Avstraliji, NOvi Zelandiji in v Hong Kongu.   
Je avtorica pionirskega dela Half pa pu: The Language of Slovene Americans (1995) ter monografije Faces of Identity: Slovene Immigrants and their Descendants in North America (2021); soavtorica knjige Across Cultures: Slovene-British-American Intercultural Communication (2001); urednica monografije English Language, Literature and Culture in a Global Context (2008) ter avtorica številnih znanstvenih člankov, objavljenih v mednarodnih znanstvenih revijah (npr. The International Journal of the Sociology of Language). Leta 2023 je prejela MIkološičevo nagrado za življenjsko delo (najvišje priznanje Filozofske fakultete v Mariboru).  

## Izbrana bibliografija
- Slovenski jezik in potomci izseljencev (COBISS)
- Na pragu besedila (COBISS)
- Slovene-English language contact and language change (COBISS)